# Òrnees
Òrnees (en grec antic: Ὀρνέαι, llatí: Orneae; gentilici Ὀρνεάτης, orneata) fou una ciutat de l'antiga Grècia situada al districte de l'Argòlida, al Peloponnès.
Apareix esmentada per primera vegada en el Catàleg de les naus de la Ilíada. Segons el mite, el seu nom provenia d'Orneu, un fill d'Erecteu. La llegenda diu que originàriament era poblada per cinuris, fins que arribaren els doris a conquerir Argos.
Sembla que Òrnees era una polis independent. Després de la batalla de Mantinea (418 aC), Òrnees era aliada d'Argos. El 416 aC, l'exèrcit espartà envaí el territori d'Argos i conquerí Òrnees; a continuació, fortificaren l'indret i hi establiren argius fugitius. Més tard, els argius, amb l'ajuda dels atenesos, els argius recobraren la ciutat i foragitaren els fugitius que s'hi havien establert; segons Pausànias, els habitants foren transferits a Argos, i la ciutat fou repoblada. Els espartans tornaren a conquerir la ciutat cap al 350 aC, sembla que per la seva condició d'aliada de Megalòpolis. En algun moment del mateix segle, els orneates patiren una invasió de Sició, però els aconseguiren foragitar, i commemoraren la victòria amb una dedicatòria a Delfos.
Sembla, doncs, que durant el segle iv aC, encara que en diverses ocasions sotmesa al domini argiu, Òrnees mantengué la seva condició de polis. Posteriorment, però, va perdre aquest estatus: Estrabó (segle i aC) ja la descriu com a kome. Segons el mateix autor, era situada en una plana on corria un riu, anomenat també Òrnees, i es trobava al nord del camí d'Argos a Mantinea, anomenat Clímax, que seguia el curs del riu Ínac. Les restes de la ciutat es troben vora la vila de Lirkia, a un lloc anomenat Paleokastri, on es conserven restes d'un sistema defensiu que es pot datar del segle iv aC.